# Stebník
Stebník (in ungherese Esztebnek, in tedesco Stubenbach, in ruteno Stebnyk) è un comune della Slovacchia facente parte del distretto di Bardejov, nella regione di Prešov.

## Storia
Il villaggio è citato per la prima volta nel 1414. All'epoca apparteneva alla Signoria di Makovica. Numerosi coloni tedeschi, in particolare artigiani esperti nell'arte della lavorazione del vetro, si stabilirono nella località, tanto che Stebník finì con l'avere una maggioranza di abitanti di lingua tedesca nel XV secolo. Tuttavia, le numerose epidemie, in particolare di colera, che all'epoca colpirono il villaggio, lo lasciarono pressoché disabitato per un lungo tempo. Nel XIX secolo entrò a far parte dei possedimenti dei nobili Erdődy.